# サン・ピエトロ・イン・カリアーノ
サン・ピエトロ・イン・カリアーノ（伊: San Pietro in Cariano）は、イタリア共和国ヴェネト州ヴェローナ県にある、人口約13,000人の基礎自治体（コムーネ）。

## 地理

### 位置・広がり

#### 隣接コムーネ
隣接するコムーネは以下の通り。
- フマーネ
- マラーノ・ディ・ヴァルポリチェッラ
- ネグラール・ディ・ヴァルポリチェッラ
- ペスカンティーナ
- サンタンブロージョ・ディ・ヴァルポリチェッラ
- ヴェローナ

### 気候分類・地震分類
気候分類では、zona E, 2439 GGに分類される。
また、イタリアの地震リスク階級 (it) では、zona 2 (sismicità media) に分類される。

## 行政

### 分離集落
サン・ピエトロ・イン・カリアーノには、以下の分離集落（フラツィオーネ）がある。
- Bure, Castelrotto, Corrubbio, Pedemonte, San Floriano

## 姉妹都市
- インゲルハイム・アム・ライン、ドイツ
- Stans、オーストリア
- Ludlow、イギリス